# أحمد إبراهيم زكريا
أحمد إبراهيم زكريا لاعب كرة قدم مصري ، من ناشئي نادي الزمالك ، ولعب له مباريات قليلة في موسمي 2007–2008 و2008–2009.

## وصلات خارجية
- أحمد إبراهيم